# Xiuladora de l'illa de Rennell
La xiuladora de l'illa de Rennell (Pachycephala feminina) és un ocell de la família dels paquicefàlids (Pachycephalidae).

## Hàbitat i distribució
Habita els boscos de l'illa de Rennell, a les Salomó sud-orientals